# ريين (ألاداغ)
ریین (بالفارسية: ریین) هي قرية تقع في إيران في قسم ألاداغ الريفي. يقدر عدد سكانها بـ 631 نسمة بحسب إحصاء 2016.